# Sabinianer und Prokulianer
Die Rechtsschulen der Prokulianer und Sabinianer (Letztere auch Cassianer genannt) waren zwei rivalisierende juristische Lehreinrichtungen, die sich während der römischen Kaiserzeit in Rom etabliert hatten und auf die sich alle Konzentration des Rechtsunterrichts stützte. Seit dem frühen Prinzipat und bis etwa Mitte des 2. Jahrhunderts gehörten ihnen alle bedeutenden Juristen an. Aufgrund der inhaltlichen Differenzen steht für die Institute der Begriff des ius controversum.
Im Rahmen der Rechtsquellenlehre sind die Schulen Vertreter des herkömmlichen „Juristenrechts“ (ius).

## Wegbereiter und Lehrer
Wichtiger Wegbereiter für die lange Tradition der republikanischen Jurisprudenz war der Hellenismus. Die Hellenisierung in Kultur und Wissenschaft führte in Rom während der Republik zu Errungenschaften, die in der Kaiserzeit unbedingt bewahrt, weiterentwickelt und wohl auch auf Initiatoren zugeschnitten werden sollten. Das führt aber nicht zu Grundaussagen über den Charakter der Rechtsschulen. Diese waren in der Kaiserzeit einem Staatssystem ausgesetzt, das etliche Veränderungen mit sich brachte. Es besteht insoweit in der romanistischen Forschung bis heute keine Einigkeit, wie die Rechtsschulen der Sabinianer und der Prokulianer (sectae) zu bestimmen sind. Teils werden die geführten Kontroversen als bloße Meinungsverschiedenheiten abgetan, die keine Idee davon aufkommen ließen, was Lehrmethoden fundamental entspricht, teils werden die Auseinandersetzungen ganz gegenteilig als Denkströmungen interpretiert, wie sie typischerweise aus Unterrichtsanstalten hervortreten, teils werden Rechtsschulen positiv identifiziert, weil unterschiedliche Einlassungen auf die eingebrachten philosophischen Grundlagen der Stoa erkennbar seien, schließlich wird auch angenommen, dass verschiedene Grundauffassungen davon durchschimmerten, was der Betrieb einer Rechtswissenschaft überhaupt sei, beziehungsweise bezweifelt, dass sich die Auseinandersetzung mit der Rollenverteilung der Schulen in der römischen Rechtsgeschichte rentiere, weil es sich um Geschichten (fabulae) handle.
Soweit man sich darauf einigt, dass Lehrbetriebe bestanden haben, so standen nicht allein die methodischen Unterschiede im Vordergrund. Den Anstalten war auch daran gelegen, Persönlichkeiten hervorzuheben und zur Selbstvergewisserung als „Schule“ beizutragen, wofür eine Begründungsgeschichte gut dienlich ist. In diesem Zusammenhang wird häufig Alfred Pernice – der sich auf den Digestenbericht des Pomponius stützt (sogenanntes Enchiridion des Pomponius) – mit den nachfolgend im Text getroffenen Feststellungen herangezogen. Eine zweite wichtige Quelle zur Existenz der Rechtsschulen sei noch erwähnt, die des Gaius, Autor der Institutionen. Gaius beschränkt sich allerdings auf die bestehenden Meinungsverschiedenheiten zwischen den vom Kaiser hervorgehobenen Respondierjuristen, die aufgrund ihrer Autorität auch im Consilium principis Verantwortung trugen, und den Juristen im Übrigen. Eine herrschende Meinung (communis opinio) könne aber nicht herausgelesen werden.
Als Begründer der sabinianischen Schule gilt Ateius Capito. Rückblickend betrachtet, soll er der erste gewesen sein, der zur Profilierung und Festigung eines Lehrsystems beigetragen hat. Erst zwei Generationen später erlangten der namengebende Masurius Sabinus und Cassius Bedeutung, noch später kamen Javolen und Julian hinzu. Von Cassius sagte Tacitus, dass er ihn für den größten Juristen seiner Zeit halte (ceteros praeeminebat peritia legum), auch war er der Lehrer des Sabinus, zudem Aristokrat und eine bedeutsame Persönlichkeit des öffentlichen Lebens (vir prudentissimus, iuris auctor), sodass man gegenüber dem in deutlich bescheideneren Verhältnissen lebenden Sabinus vermuten könnte, die Namensgebung hätte auf ihn zurückfallen müssen. Tatsächlich etablierte sich die Bezeichnung „Cassiani“, aber Sabinus, der mit seinem Hauptwerk libri tres iuris civilis Achtungserfolge hatte, genoss den Vorteil, dass er gerade nicht der aristokratischen Nobilität entstammte und auch nicht vehement für die traditionellen Elemente der republikanischen Staatsform eingetreten war, denn das hätte ihn in potentielle Gegnerschaft zum Prinzeps (Nero) bringen können. Obwohl die Prinzipatsverfassung auf der Staatsform der Republik aufbaute, bestand sie nur der Form halber, denn de facto war sie um deren Wesensmerkmale längst entkernt worden.
Die Schule der Prokulianer wird häufig auf Marcus Antistius Labeo als Gründer zurückgeführt, was allerdings nicht erwiesen ist. Namentlich geht sie jedenfalls aus dem Kreis seiner Schüler hervor, wobei Proculus als vergleichsweise bedeutungslos galt. Es folgten unter anderen Nerva, Pegasus, Neraz und Celsus.

## Ius controversum
Die beiden Rechtsschulen dürfen nicht als politische Antipoden verstanden werden, denn sie waren keine Institutionen im Sinne eines modernen Verständnisses, sie typisierten lediglich antike Gefolgschaften. Allerdings beriefen sie sich auf recht unterschiedliche Grundauffassungen in der Methodik ihrer Lösungen zu juristischen Einzelfragen. Die beiden Rechtstheorien waren gleichermaßen anerkannt, weshalb Vertreter beider Strömungen ermächtigt wurden, das ius respondendi ex auctoritate principis auszuüben und Recht weiterzuentwickeln. Die kaiserliche Machtstellung (auctoritas principis) hatte Augustus verfassungsrechtlich abgesichert; er lieferte beiden Rechtsschulen die Legitimationsgrundlage für ein in vielen juristischen Einzelfragen zwar streitbares, philosophisch aber anverwandtes Verhältnis.
Die Arbeitsweise der Sabinianer gründete vornehmlich auf der traditionellen republikanischen Rechtspraxis. Sie setzte auf die Unumstößlichkeit des Ansehens (auctoritas) der vorklassischen Juristen. Insbesondere galt das für das Sujet der Gutachtenerstellung (responsa). Grundsätzlich verfolgten die Sabinianer die Herstellung individueller Gerechtigkeit, die auf Grenzen dort stoßen sollte, wo der Schutz des Allgemeinwohls tangiert war; auch hatten die sabinianischen Juristen die wirtschaftliche Entwicklung der Gesellschaft im Blick. Zum Naturrecht (ius naturale) nahmen die Rechtsvertreter die Grundhaltung ein, dass ius gentium – im klassischen Verständnis des Völkergemeinrechts – im Lichte der stoischen Philosophie zu interpretieren sei und deshalb normative Vorgaben enthalte.
Die Prokulianer knüpften an die jüngere Tradition der klassischen Jurisprudenz an. Sie fassten das Naturrecht als ein Recht auf, das nicht allein die Menschen untereinander verbindet, sondern alle Lebewesen, denn das ius naturale gründe auf der allen Geschöpfen eigenen Grundausstattung, dem Instinkt. Die Prokulianer verfolgten ein an der täglichen Praxis orientiertes Recht. Die gesellschaftlichen Normen wurden lösungsbezogen flexibel, mal restriktiver, mal extensiver interpretiert. Die Vielzahl unterschiedlicher Fälle sollte eine entsprechende Vielzahl an verbindlichen Lösungen aufbieten. Die typische Interpretationstechnik der Prokulianer war die der Auslegung von Recht. Detlev Liebs bescheinigt den Prokulianern eine Arbeitsweise, die methodisch größere Rechtssicherheit geboten hätte als die der Sabinianer. Die Ergebnisse seien anschaulicher und die Herleitung (Deduktion) gut begründet worden. Dieser Logik unterlag auch das – von beiden Rechtsströmungen wertgeschätzte – Gewohnheitsrecht. Die Auslegungstechnik gründete auf Identifikation, Tatsachen eines rechtlich relevanten Lebenssachverhaltes wurden mit dem Gesetzeswortlaut abgeglichen. Das Gewohnheitsrecht, das schriftlich gerade nicht fixiert war, orientierte sich an den zentralen Normen des mos maiorum (mores). Die mores – nahezu alleinige Legitimationsgrundlage der altzivilen und vorklassischen Rechtsauffassungen –  galten auch vielen klassischen Juristen noch als vorgegeben. Dieser Wertekanon war von Pontifikalkollegien in die Hände der Juristen übergegangen. Das Recht zur interpretatio iuris war damit besser aktualisierbar.
Während die Sabinianer vornehmlich an traditionellen und empirisch-pragmatischen Vorstellungen festhielten, modernisierten sich die Prokulianer. Während die sabinianische Schule beispielsweise die Frage der Geschäftsfähigkeit (Mündigkeit) eines Knaben an der einzelfallbezogenen individuellen Reife maß, forderten die Prokulianer eine abstrakte Vereinheitlichung. Im Falle des Knaben wurde so die Vollendung des 14. Lebensjahrs gefordert, damit er als geschäftsfähig gelten konnte. Während die Sabinianer Klagansprüche aus Vertragsrecht sogar dann zuließen, wenn die zugrundeliegenden Verträge unwirksam waren, versagten die Prokulianer obligatorische Ansprüche und verwiesen zur Lösung von Subsumptionsproblemen auf Auffangklagen wie die actio in factum oder wählten untergeordnete Klagenarten, die sie bisweilen analog anwandten, wie die actio de dolo (angedacht eigentlich für Fälle der Arglist). Einen anderen eindrucksvollen Fall des Auseinanderfallens der Lehrmeinungen erinnerte Gaius bezüglich der Verarbeitung (specificatio) fremder Sachen. Die Sabinianer sprachen dem Eigentümer des verarbeiteten Materials das Eigentum zu, weil sich hieran die verarbeitete Sache fortsetzte. Anders die Prokulianer, die einen Eigentumserwerb des Verarbeiters befürworteten, weil dieser durch seine Leistung eine neue Sache geschaffen habe, wobei er jedoch bereicherungsrechtlichen Ansprüchen des Materialeigentümers ausgesetzt sei, wenn die Verarbeitung ohne dessen Zustimmung erfolgt war.
Weitere Fälle hatte Cosima Möller in kontroverser Anlehnung an Detlef Liebs begutachtet: „Die Tausch-Kauf-Kontroverse“, den „Besitz an Servituten“ oder die „Haftung nach der lex Aquilia bei nicht unmittelbarer Schädigung“.

## Wissenschaftliche Nachlese
Anfang des 20. Jahrhunderts diskutierten die Romanisten unterschiedliche Beurteilungsmöglichkeiten der römischen Methodenlehre und die Frage, ob im Sinne der Rechtsquellenlehre, „Juristenrecht“ überhaupt „Recht (ius)“ sei. Überwiegend wurde und wird das bejaht, nur unterschiedlich zugeordnet, einerseits dem geschriebenen Recht (ius scriptum) zugeschlagen, andererseits dem ungeschriebenen Gewohnheitsrecht (ius non scriptum). Eine auf Ziel, Sinn und Zweck einer Norm gerichtete, sogenannte teleologische Auslegung (sententia legis), war grundsätzlich noch unbekannt. Ebenso war eine auf die Dogmengeschichte abstellende historische Auslegungslehre noch nicht entwickelt. In diesem Zusammenhang mutet der prokulianische Hochklassiker Celsus wie ein Vordenker für viel später diskutierte Auslegungsmethoden an, wenn er abstrakte Auslegungsgrundsätze dahin formulierte, dass der Sinn über den Wortlaut des Gesetzes zu stellen sei und auf den Willen des Gesetzgebers verwies, eine Methode, die im 20. Jahrhundert die Interessenjurisprudenz forderte. Meist wurde aber der (enge) Wortlaut (verba) herangezogen.

## Folgewirkungen
Etwa Mitte des 2. Jahrhunderts überholte sich der Streit der Rechtsschulen. Für die meisten Rechtsfälle hatten sich herrschende Meinungen herausgebildet. Diese entstammten entweder aus dem sabinianischen Lager oder aber dem prokulianischen Lager. Für verbliebene Kontroversen hatten sich vermittelnde Lösungen (media sententia) herausgebildet. In der Praxis hatte sich ein hohes Maß an Stabilität gebildet.